# نيك فراي
نيك فراي (بالإنجليزية: Nick Fry)‏ هو شخصية أعمال بريطاني، ولد في 29 يونيو 1956 في إبسوم في المملكة المتحدة.